# Giovanni VI de Ventimiglia

Casa de Sanseverino.

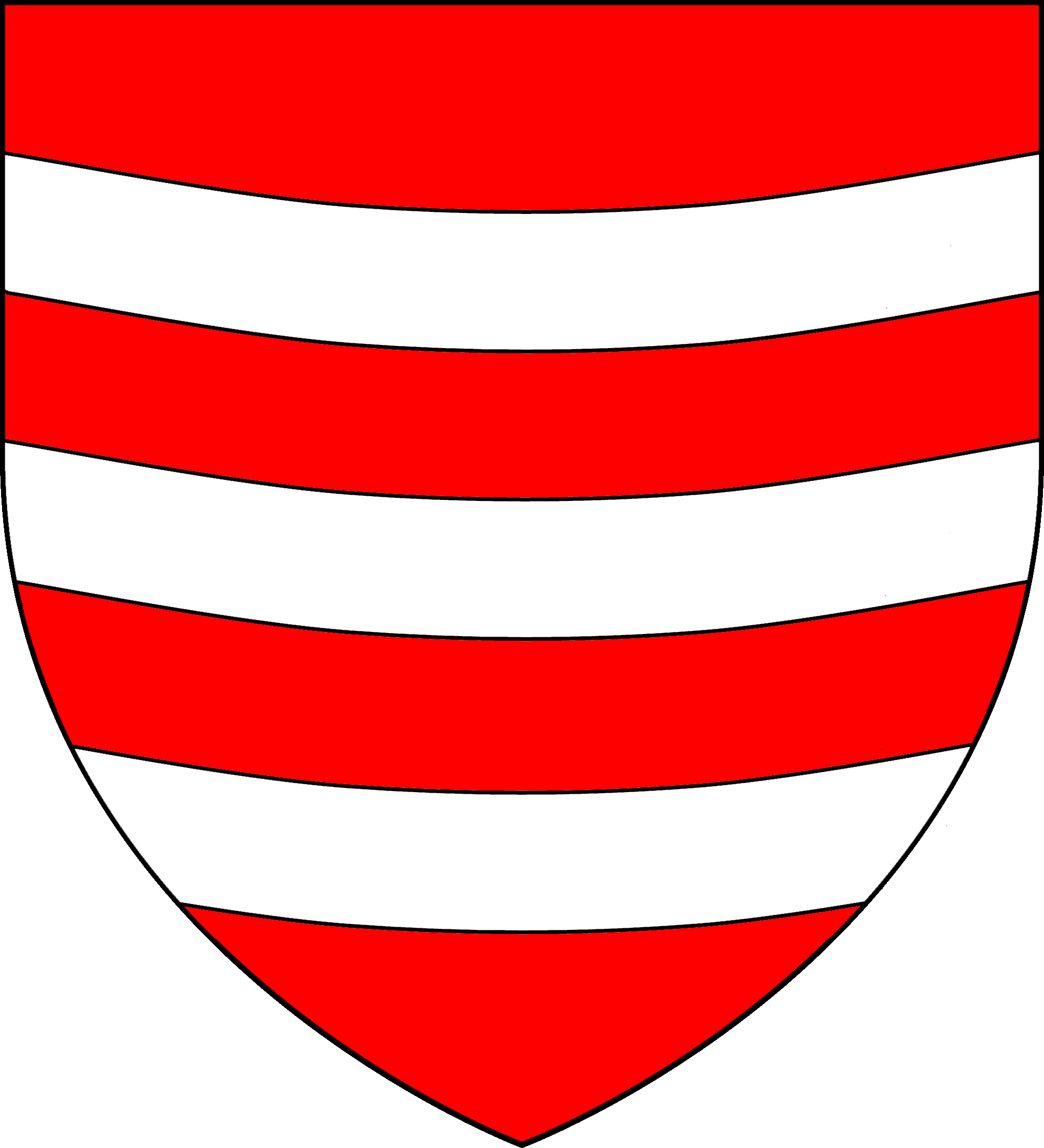
Casa de Fardella.

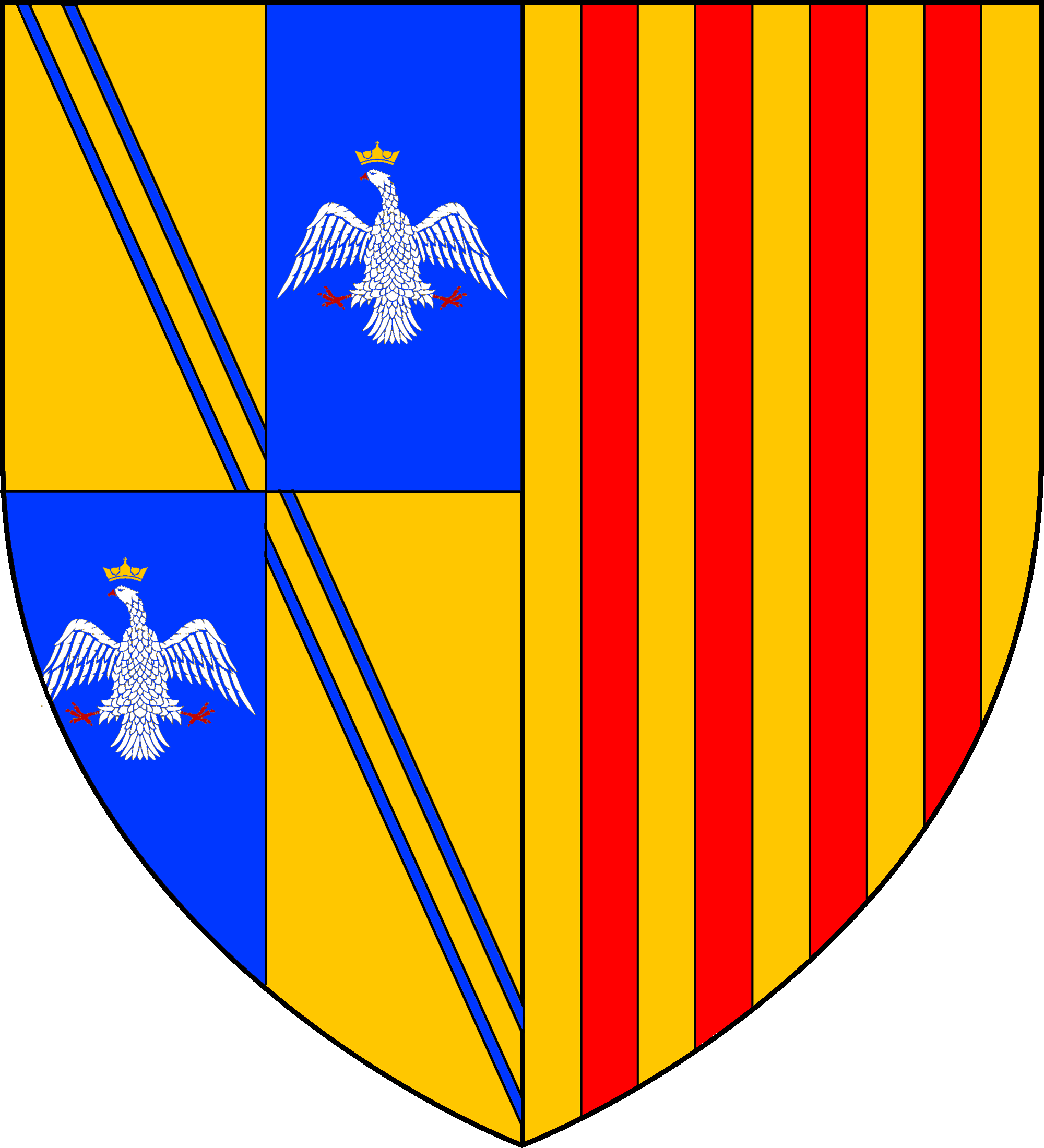
Casa de Gaetani.

Govanni VI de Ventimiglia Arduino (fallecido en 1748) fue un noble siciliano de la casa de Ventimiglia, hijo de Francesco V de Ventimiglia Corvino y de su esposa doña Girólama de Giovanni e Arduino, de la casa de los barones de Gallidoro, investida el 1675 con los feudos de Graziano, Gallidoro, Gebbiarossa, Grasta, Miano, Rovitello y Tavernolo.

## Títulos
- XVIII marqués de Irache.[1]
- XXXII conde de Geraci.
- Grande de España de tercera clase, convertido en primera.[2]
- X príncipe de Castelbuono.
- Príncipe del S.R.I. con tratamiento de alteza por el Imperador Carlos V, del cual obtiene también la renovación de la antigua prerrogativa de los Ventimiglia de emitir su propia moneda y de titularse Dei Gratia.[3]
- Príncipe de Belmontino.[4][5]
- Barón de Castellammare del Golfo, de Pollina y San Mauro.
- Señor de Graziano, Gallidoro, Gebbiarossa, Grasta, Miano, Rovitello y Tavernolo.[6]
- Cavaliere dell’Ordine de San Giacomo.
- Gentilhombre de Cámara, primero del rey Vittorio Amadeo II de Savoya, después del rey Carlo Emanuele III de Nápoles (Carlos de Borbón) en 1714, de los cuales fue investido respectivamente Cavaliere dell’Ordine Supremo della SS. Annunziata (22/03/1714 brevet num 266) y Cavaliere dell’Ordine de San Gennaro (13/07/1738).
- Presidente de la Real Giunta del Consiglio Supremo de Sicilia a Napoli desde 1737 hasta 1748.

## Biografía
En 1713 participó en Torino en los actos de proclamación de Vittorio Amedeo II, duque de Savoia, como rey de Sicilia (a consecuencia del tratado de Utrecht, en detrimento del reino de España).
Murió en septiembre de 1748, a los 70 años de edad, en Nápoles, pero su cuerpo fue más tarde trasladado a Palermo, donde yace enterrado en la Iglesia de los Capuchinos, en un panteón familiar construido por el matrimonio en 1724.

## Matrimonio y descendencia
Casó Giovanni VI de Ventimiglia Arduino con Livia Antonia Sanseverino Fardella, (*Altomonte 17 de enero de 1672,+Nápoles 8 de enero de 1749), hija de don Carlo Maria Sanseverino Borromeo (*Altomonte el 15 de agosto de 1677,+5 de marzo de 1704), IX príncipe de Bisignano, XV conde de Tricarico e Chiaromonte, duque de San Marco, X conde de Saponara, conde de Altomonte, Primo príncipe del regno de Napoli, grande de España de primera clase, barón de Mendicino, Carole, Domanico ecc., señor de San Chirico y otras tierras a la muerte de su abuelo) y de su esposa doña Ana Maria Fardella e Gaetani, V princesa de Pacheco, III princesa de Montemiletto, IX baronesa de S. Lorenzo, IX señora de la Salina de la Grazia, VII Señora de la tonnara de San Giuliano, e hija de Giovanni Francesco Fardella, II príncipe de Pacheco (1623, a la muerte de su padre, Plácido Fardella), y de su esposa Topazia de Gaetani e Saccano (*Palermo 24/05/1639, +Altomonte 29/10/1709). Livia Antonia, cuando se casó con Giovanni VI de Ventimiglia ya era viuda del príncipe de Montemiletto, don Carlo de Tocco, de casa Tocco de Nápoles. Tuvieron sucesión:
- Luigi Ruggero II de Ventimiglia Sanseverino, XIX marqués de Irache, que sigue.

## Línea de sucesión en elmarquesado de Irache
| Predecesor: Francesco V de Ventimiglia Corvino | Casa de Ventimiglia | Sucesor: Luigi Ruggero II de Ventimiglia Sanseverino |